# Gustav Adolfs församling, Skara stift
Gustav Adolfs församling är en församling i Habo pastorat i Falköpings och Hökensås kontrakt i Skara stift. Församlingen ligger i Habo kommun i Jönköpings län.

## Administrativ historik
Församlingen bildades 1780 genom utbrytning ur Habo församling.
Församlingen är annexförsamling i pastoratet Habo och Gustav Adolf som från 1989 även omfattar Brandstorps församling.
Församlingen tillhörde efter 1884 och till 1962 Redvägs kontrakt. Mellan 1962 och 1995 tillhörde församlingen Vartofta kontrakt. När Vartofta kontrakt upphörde 1995 överfördes församlingen till Hökensås kontrakt. Sedan 2017 tillhör församlingen Falköpings och Hökensås kontrakt.

## Kyrkor
- Gustav Adolfs kyrka